# Тагильский сельсовет
Таги́льский сельсовет — упразднённые административно-территориальная единица и муниципальное образование со статусом сельского поселения в Каргапольском районе Курганской области Российской Федерации.
Административный центр — село Тагильское.
Законом Курганской области от 30.11.2021 № 136 был упразднён 17 декабря 2021 года в связи с преобразованием муниципального района в муниципальный округ.

## История
В соответствии с Законом Курганской области от 6 июля 2004 года № 419 сельсовет наделён статусом сельского поселения.

## Население
| 1989  | 2002  | 2010  | 2012  | 2013  | 2014  | 2015  |
| ----- | ----- | ----- | ----- | ----- | ----- | ----- |
| 1548  | ↗1707 | ↘1661 | ↘1645 | ↗1686 | ↘1595 | ↗1697 |
| 2016  | 2017  | 2018  | 2019  | 2020  |       |       |
| ↘1689 | ↘1679 | ↗1681 | ↘1674 | ↘1661 |       |       |

## Состав сельского поселения
| № | Населённый пункт | Тип населённого пункта       | Население |
| - | ---------------- | ---------------------------- | --------- |
| 1 | Дачный           | посёлок                      | ↘85       |
| 2 | Ключи            | посёлок                      | ↘293      |
| 3 | Тагильское       | село, административный центр | ↘962      |
| 4 | Черепанова       | деревня                      | ↗219      |
| 5 | Шляпникова       | деревня                      | ↘102      |

### Упразднённые населённые пункты
- Калиновка — деревня, упразднена в 1970 году[13].
- Свобода — деревня, упразднена в 1970 году[13].